# ایرانیان قطر
ایرانیان قطر به شهروندان ایرانی گفته می‌شود که در قطر سکونت دارند، اتنولوگ جمعیت فارسی‌زبانان ایران را در قطر به سال ۱۹۹۳ میلادی، ۷۳،۰۰۰ نفر برآورد کرده‌بود. پیشینه جمعیت ایرانیان در قطر حدود ۷۵۰۰۰ نفر برآورد می‌شود اما اکنون بیش از صد و ده هزار نفر (۱۱۰،۰۰۰) ایرانی در قطر زندگی میکنند که بیش از ۵۰٪ آنها را اچمی‌ها تشکیل میدهند و بیش از ۳۰٪ را هم بلوچ‌ها تشکیل میدهند و بقیه را هم دیگر جنوبی ها و غیره تشکیل می دهند . اَچُمی ها (خودمونی‌ها) و بلوچ ها که نزدیک ۸۰٪ جمیعت ایرانیان ساکن قطر را تشکیل میدهند بیشتر از دین اسلام و مذهب اهل سنت هستند بلوچ ها پیرو حنفی و اَچُم ها پیرو شافعی هستند.  